# Zemský okres Lindau
Zemský okres Lindau (německy Landkreis Lindau (Bodensee)) je zemský okres v německé spolkové zemi Bavorsko, ve vládním obvodu Švábsko. Sídlem správy zemského okresu je město Lindau. Má přibližně 70 tisíc obyvatel. 

## Města a obce
| Města: 1. Lindau 2. Lindenberg im Allgäu | Obce: 1. Bodolz 2. Gestratz 3. Grünenbach 4. Heimenkirch 5. Hergatz 6. Hergensweiler 7. Maierhöfen 8. Nonnenhorn 9. Oberreute 10. Opfenbach 11. Röthenbach (Allgäu) 12. Scheidegg 13. Sigmarszell 14. Stiefenhofen 15. Wasserburg (Bodensee) 16. Weiler-Simmerberg 17. Weißensberg |